# Space Run
Space Run är ett tower defense-spel utvecklat av PassTech Games och utgivet av Focus Home Interactive. Det gavs ut till Microsoft Windows den 13 juni 2014 och släpptes senare till OS X och Linux. Spelaren iklär sig rollen som en pilot på ett lastfartyg och måste bygga moduler och vapen för att försvara sin last från attackerande skepp och andra faror. Spelet fick blandade recensioner från kritiker och en uppföljare utannonserades i mars 2016. 

## Handling
Året är 2525. Mänskligheten har bosatt sig i galaxens mest avlägsna hörn och människorna som lever därute vill fortfarande ha grejer. Spelaren kontrollerar Buck Mann, en rymdpilot som tidigare tjänstgjort som pilot i det militära och jobbat som racingförare. Buck börjar gå med på jobb och leveranser från stora företag när hans pengar tar slut. Han åtföljs av en android, Adaam-12, och tackar först ja till ett jobb från företaget Big Cargo som tillhandahåller enkla lastcontainers. Kort därefter närmas han av företaget Nuclear Star med förfrågan om att transportera nukleärt avfall. Efter flera körningar drar Buck uppmärksamhet till sig från piraterna Brown Beard och Captain Black som oupphörligen hotar honom när hans uppdrag blir mer och mer lukrativa.

## Spelupplägg
Spelaren agerar pilot ombord ett lastfartyg och utför rymdfärder för diverse företag. Skeppet är en platt plattform bestående av hexagonala brickor (tiles). Spelaren placerar vapen och moduler på brickorna för att försvara skeppet från fiender och faror. Olika strukturer har varierande krav för etablering, eller kan kräva mer än en bricka för placering. Exempelvis måste de flesta vapen placeras så att de riktas ut mot fritt utrymme, medan några förutsätter el för försörjning från en intilliggande kraftkälla.
Moduler och vapen konstrueras genom att använda en resurs som representeras i form av en hjulskruv. Denna resurs uppstår sakta av sig själv, men förstörda mål ger ifrån sig olika mängder som kan samlas genom att röra muspekaren över dem. Varje företag tillhandahåller olika typer av last som måste placeras eller ordnas enligt dess egenskaper. Ett företag tillhandahåller enkla spjällådor, liksom en mekanisk modul som kan producera fler lådor under uppdraget för att utöka belöningen för uppdraget. Ett annat företag levererar passagerarmoduler som måste riktas utåt, vilket begränsar utrymmet för vapen.
Varje uppdrag har en begränsad tid som spelaren måste hinna med, med två nivåer av bonustid. Spelaren belönas beroende av mängden last som överlevt uppdraget och hur snabbt de slutförde det. Rykte, som visas som stjärnor, belönas baserat på om spelaren lyckades uppnå last- eller tidsgränserna eller inte. Spelvalutan används mellan uppdragen för att köpa speciella förmågor och bonusar till moduler, samtidigt som rykte låser upp nya moduler.

## Utveckling
Space Run utvecklades av enmansstudion PassTech Games, från Lyon, Frankrike. Sylvain Passot, programmerare, grundade studion i oktober 2012. Passot har sagt att Space Run inspirerades av Galaxy Trucker, ett brädspel av Vlaada Chvatil och lättillgängliga spel som Plants vs. Zombies.
En uppföljare kallad Space Run Galaxy utannonserades i mars 2016. Galaxy kommer ha nya bosstrider och ny last, liksom nya onlinefunktioner.

## Mottagande
| Mottagande      | Mottagande    |
| Samlingsbetyg   | Samlingsbetyg |
| Tjänst          | Betyg         |
| --------------- | ------------- |
| Gamerankings    | 75%           |
| Metacritic      | 73            |
| Recensionsbetyg |               |
| Publikation     | Betyg         |
| Gamespot        | 8/10          |
| PC Gamer US     | 69/100        |

Space Run mottog blandade recensioner vid utgivningen. Det fick ett samlingsbetyg på 73 från Metacritic, vilka väger samman ett genomsnittligt betyg av 100 från recensioner från kritiker, medan Gamerankings visade ett betyg på 75%.
Gamespot gav spelet en 8 av 10 och hyllade spelets karaktärer, visuella delar, röstskådespeleriet och utmanande spelupplägg. De pekade dock på att talad dialog bitvis inte matchade den visade textdialogen. En recensent på PC Gamer gav spelet 69 av 100 i betyg, och nämnde att Space Run försöker gå emot det typiska tower defense-konceptet, men förlitar sig i sista hand på att memorisera uppdrag snarare än smart design. Recensenten tyckte att den bästa delen av spelet var tidsbonusen, som är nödvändig för att tjäna ihop full ryktbarhet.